# 奧德薩隕石坑

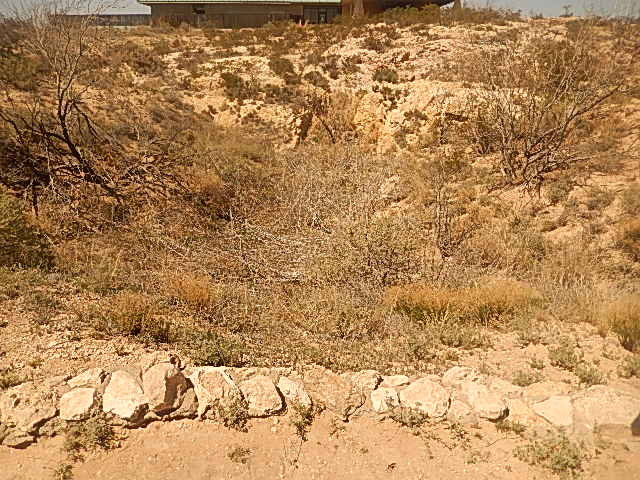
從另一處觀賞的奧德薩隕石坑 (2014)

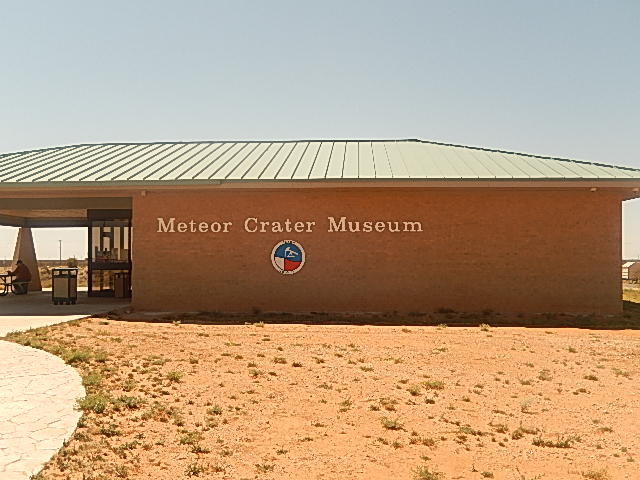
博物館的建築

奧德薩隕石坑是在美國西德州厄克托郡奧德薩城西南的隕石坑。它可以參訪，位在20州際公路108出口（青苔路）南方約3英里（5公里）。這是在德克薩斯州發現的三個隕石坑遺址之一，另外兩個是更古老也更大的馬德拉山脊隕石坑和馬奎茲隕石坑。

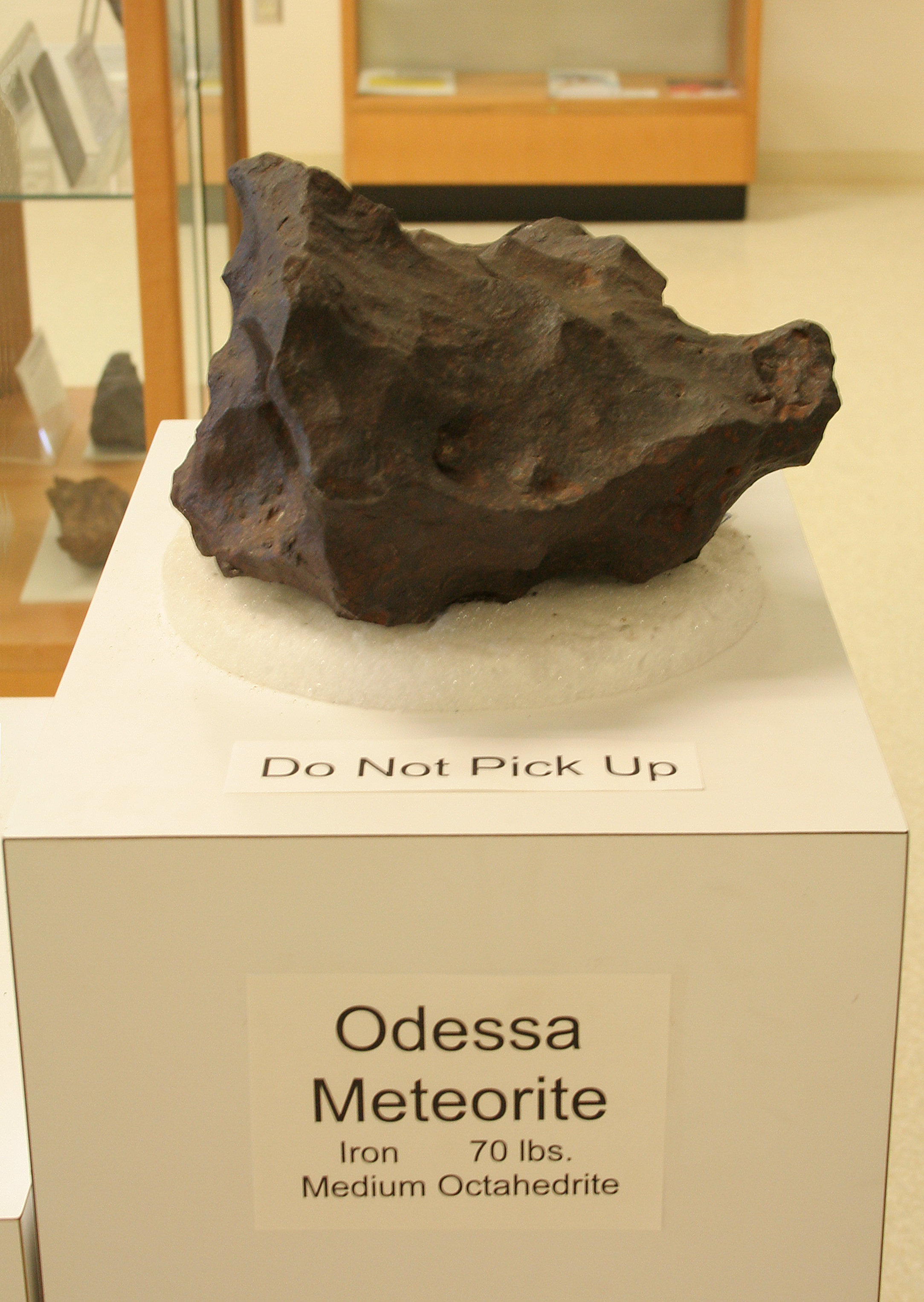
70磅的隕石標本。

德克薩斯州線上手冊 描述了奧德薩隕石坑最大的和周邊的幾個小隕石坑是在史前時代由成千上萬的八面體隕鐵（一種鐵隕石的類型）撞擊形成的。
德克薩斯大學玻宓恩分校（UTPB, Center for Energy and Economic Diversification）的網站標示出五個在奧德薩的隕石坑，並且顯示該地區隕石碎片覆蓋的分布佈圖。尋獲的隕石通常都來自主隕石坑的北部與西北部地區，只有幾個是在南部發現。他們顯示主隕石坑的結構，因為它們是最早被認出和研究的，現在被運用在全球的坡基（地理學）命名類似的撞擊地點。從周邊地區尋獲的隕石超過1,500顆，其中最大的質量重約300磅（135公斤），但主坑的挖掘證實底下還沒有發現隕石，而且可能根本就沒有。這個地點已經由美國國家公園管理局指定為國家自然地標景點，建立了一條天然路徑和在現場的小資訊站提供給自助旅行者。
它的直徑為168米（～550英尺），年齡估計為63,500 年左右（更新世或更年輕）。隕石坑曝露在地面，最初估計深度約100英尺（30米）。由於後續的土壤和碎石片填充，目前隕石坑的最低點深度只有15英尺（5米），它提供了足夠的高度差， 可以從周圍的平原上看見，但不如亞利桑那州隕石坑的高度差來得有戲劇性。
儘管如此，相對而言這個地點提供了一個很好的機會，可以經由主要城市的交通幹線前來查看罕見的撞擊特徵。
這個隕石坑本身和博物館的館長，湯姆·羅德曼，於2013年6月1日接受德州國家記者鮑勃·菲力浦斯在辛迪加電視系列的專訪。

## 外部連結
维基共享资源上的相關多媒體資源：奧德薩隕石坑
- Odessa Meteor Crater and Museum website（页面存档备份，存于）
- UTPB Center for Energy and Economic Diversifications, Odessa Meteor Craters （页面存档备份，存于）
- Mindat.org - Odessa Craters, Odessa, Ector Co., Texas, USA （页面存档备份，存于）
- Article about the crater （页面存档备份，存于）
- Photos of West Texas and the Llano Estacado（页面存档备份，存于）
- Video of the main crater site. （页面存档备份，存于）